# Grand Prix FINA de plongeon 2014
Navigation
Édition 2013 Édition 2015
L'édition 2014 du Grand Prix FINA de plongeon, se dispute durant les mois de février et octobre et comporte huit étapes.

## Les étapes
| Date             | Lieu         |
| ---------------- | ------------ |
| 14 au 16 février | Madrid       |
| 21 au 23 février | Rostock      |
| 1er au 4 mai     | Gatineau     |
| 8 au 11 mai      | San Juan     |
| 15 au 18 mai     | Guanajuato   |
| 1 au 3 août      | Bolzano      |
| 17 au 19 octobre | Singapour    |
| 24 au 26 octobre | Kuala Lumpur |

## Vainqueurs par épreuve
| Étapes       | Hommes          | Hommes        | Hommes      | Hommes       |                  | Femmes        | Femmes      | Femmes       | Femmes |
| Étapes       | Tremplin 3 m    | Haut vol 10 m | Synchro 3 m | Synchro 10 m | Tremplin 3 m     | Haut vol 10 m | Synchro 3 m | Synchro 10 m |        |
| Madrid       | Li Shixin       | Chen Aisen    | Chine       | Chine        | Maddison Keeney  | Ren Qian      | Australie   | Chine        |        |
| Rostock      | Li Shixin       | Yang Jian     | Chine       | Chine        | Qu Lin           | Ren Qian      | Chine       | Chine        |        |
| Gatineau     | Peng Jianfeng   | Huo Liang     | Mexique     | Chine        | Wei Ying         | Ren Qian      | Canada      | Chine        |        |
| San Juan     | Sun Zhiyi       | Huo Liang     | Chine       | Chine        | Wu Chunting      | Melissa Wu    | Chine       | Chine        |        |
| Guanajuato   | Jahir Ocampo    | Huo Liang     | Mexique     | Chine        | Wu Chunting      | Ren Qian      | Mexique     | Chine        |        |
| Bolzano      | Matthieu Rosset | Yu Okamoto    | Russie      | Chine        | Tania Cagnotto   | Yu Jie Xia    | Italie      | Chine        |        |
| Singapour    | He Chao         | Chen Aisen    | Chine       | Chine        | Cheong Jun Hoong | Si Yajie      | Chine       | Chine        |        |
| Kuala Lumpur | Li Shixin       | Huo Liang     | Chine       | Chine        | Han Wang         | Ren Qian      | Malaisie    | Chine        |        |